# Гегау

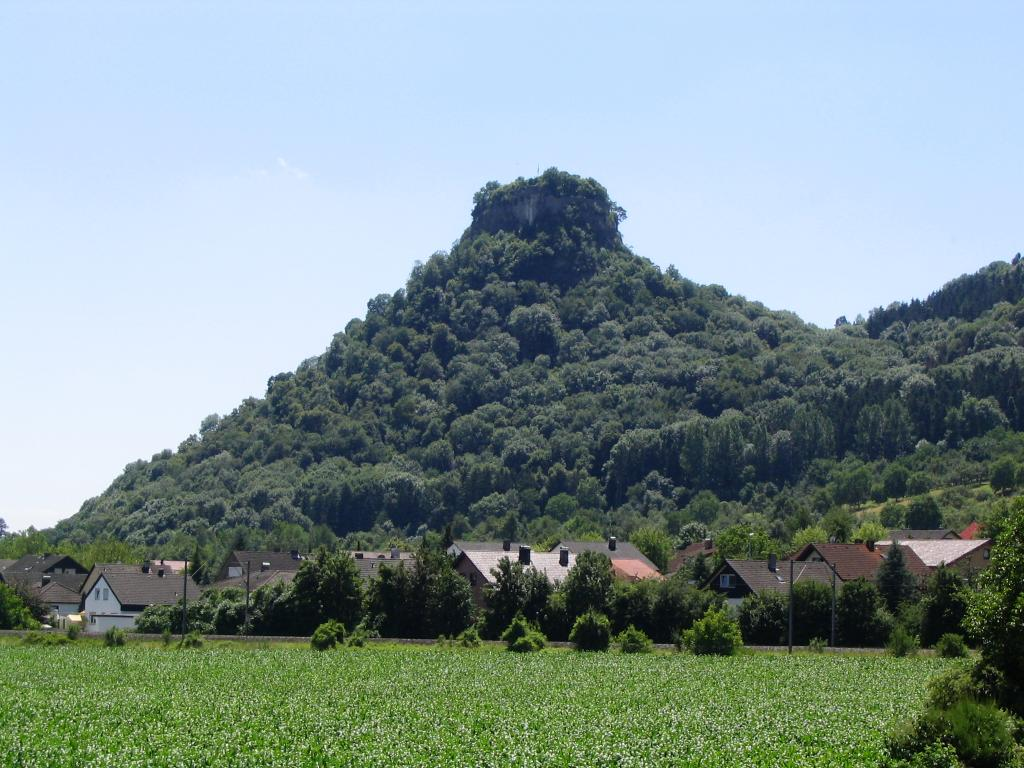
Гоенкреєн

47°47′42″ пн. ш. 8°45′00″ сх. д. / 47.795° пн. ш. 8.75° сх. д.
Гегау (нім. Hegau) — регіон вулканічного походження в південній Німеччині.

## Географія та геологія

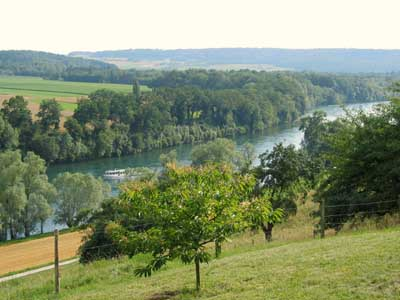
Рейн поблизу Гайлінгена (Гегау)

Регіон Гегау розташований у південно-східній частині німецької землі Баден-Вюртемберг. На схід від нього лежить Боденське озеро, на півдні — Верхній Рейн і швейцарський кантон Шаффгаузен, на півночі — Дунай, на заході — південно-західні відроги Швабського Альбу.
Сам регіон геологічно є гірським ландшафтом, сформованим у плейстоцені, приблизно 150 тис. років тому, в результаті переміщення льодовика в період зледеніння. Основу його становлять базальтові породи, що піднялися до поверхні землі внаслідок вулканічної діяльності, яка розпочалася тут за часів середнього міоцену, близько 14 млн років тому. У цей період (12,5-14 млн років тому) в районі Гегау було не менше дюжини вулканів, що діють. Друга фаза гороутворення відбувалася у східній частині Гегау. Так з'явилися приблизно 9 млн років тому середньовисокі, з крутими схилами гори Мегдеберг (644 м), Гоенкреєн (643 м), Гоентвіль (692 м). Під час третьої фази гороутворення, близько 6 млн років тому, виникли гори західного Гегау — Гоенгевен (846 м), Гевенегг, Гоенштеффельн (844 м), Нойгевен (867 м) та Вартенберг (841 м).
Найбільше місто Гегау — Зінген (Гоентвіль), у якому проживає близько 46 тис. осіб. Зінген — великий транспортний вузол, центр харчової індустрії (фірма «Маґґі»).

## Історія
У печері Ґнірсґле (Gnirshöhle) знайдено скам'янілості стародавніх канід, мітохондріальні геноми яких охоплюють усе генетичне розмаїття сучасних собак і вовків. У геномах собак Гнірсхеле виявлено раніше невідому лінію, яка не відповідає іншим собакам, що мешкали у цьому регіоні. Вивчення ізотопів вуглецю-13 і азоту-15 у зубах канід показало, що в їхньому раціоні містилося мало білка. Можливо, під впливом людини ці тварини певною мірою пристосувалися до обмеженішого харчування, ніж вони отримували б у дикій природі. Даних генетики й морфології канід із Гнірсхеле поки недостатньо, щоб визначити, були ці каніди собаками, вовками чи кимось проміжним, але близькість цих тварин до людей і ознаки досить обмеженої дієти дають можливість припускати, що між 16 000 і 14 000 років тому представники мадленської культури приручали і вирощували тварин, які походять із різних мітохондріальних ліній вовків.
У 1-му тисячолітті до н. е. на території Гегау проживали кельти, яких потім змінили племена свевів.
15 року сюди прийшли римляни, які включили нинішнє Гегау до складу своєї провінції Реція.
260 року цю територію захопили алемани; 496 року її підпорядкував король франків Хлодвіг I.
787 року утворюється одне велике графство Гегау, воно перейшло у володіння графів фон Пфуллендорф і 1180 року — до роду Гогенштауфенів.
Пізніше Гегау входило до ландграфства Нелленбург, 1805—1810 — Вюртемберг, потім було приєднано до Бадену. Гоентвіль був до 1969 року вюртембергським ексклавом.

## Міста в Гегау
- Зінген (Гентвіль)
- Штокках
- Аах
- Енген
- Тенген
- Радольфцелль

## Пам'ятки
- Старе місто Енгена
- Старе місто Радольфцелля з його мюнстером і так званим Австрійським замком
- Фортеця Гоентвіль — одна з найбільших у південній Німеччині
- Замок Мегдеберг[de] — руїни середньовічного замку XIII століття на вершині однойменної гори
- Замок Гоенкреєн[de] — руїни середньовічного замку XII століття на вершині однойменної гори